# Orbessan
 Orbessan  (así también en occitano) es una población y comuna francesa, ubicada en la región de Mediodía-Pirineos, departamento de Gers, en el distrito de Auch y cantón de Auch-Sud-Est-Seissan.

## Demografía
| 102 | 114 | 104 | 134 | 159 | 213 |
| Para los censos de 1962 a 1999 la población legal corresponde a la población sin duplicidades (Fuente: INSEE [Consultar]) |     |     |     |     |     |